# Asociación Deportiva Barrio México
L'Asociación Deportiva Barrio México era una società calcistica costaricana con sede nella città di Guadalupe. Fondato nel 1948 e sciolto nel 2022, ha partecipato in più occasioni alla Primera División, la massima divisione del campionato costaricano, ottenendo un secondo posto nel 1976.

## Storia

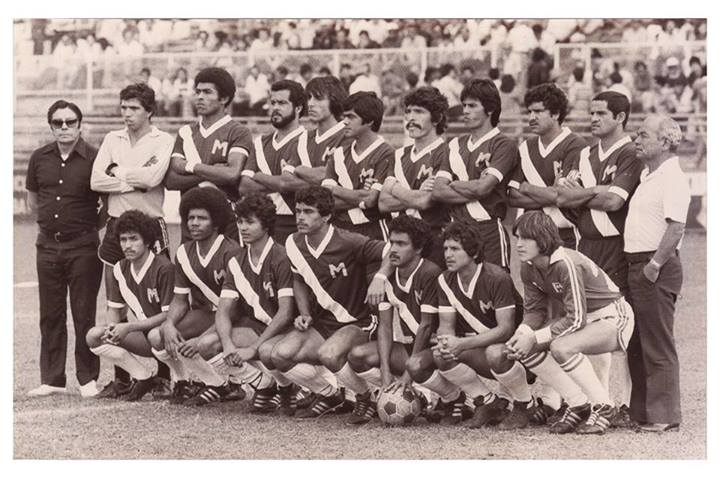
Formazione della squadra sul finire degli anni settanta.

Il club fu fondato nel 1948 col nome di Nicolás Marín, raggiungendo la promozione in prima divisione nel 1963. Dopo due stagioni ritorna in seconda divisione debuttando nel 1966 con il nome di Asociación Deportiva Barrio México. In quello stesso anno guadagnò la promozione.
Al suo ritorno alla divisione di onore, il Barrio México si mantenne 13 anni, giocò in prima fino al 1984 col nome di Municipal San José, e dopo due anni in seconda riprese il nome di Barrio México.
I "josefinos" avanzarono alla seconda fase nel 1989, 1991, 1994, 1995, 1996, 1999, 2000, Clausura 2004-2005 ed Apertura 2006-2007.
Nel 1992 si ubicarono nell'ultimo posto del campionato retrocedendo al Fútbol Aficionado (ANAFA), ma ritornarono l'anno seguente.

## Palmarès

### Competizioni nazionali
- Segunda División de Costa Rica: 4

1952, 1962-1963, 1965-1966, 1979-1980

## Organico

### Rosa 2008-2009
| N. |                       | Ruolo | Calciatore        |
| -- | --------------------- | ----- | ----------------- |
|    | Costa Rica (bandiera) | D     | Ítalo Marenco     |
|    | Costa Rica (bandiera) | D     | Erick Quesada     |
|    | Costa Rica (bandiera) | A     | Erick Corrales    |
|    | Costa Rica (bandiera) | C     | Andres Barquero   |
|    | Costa Rica (bandiera) | P     | Javier Avila      |
|    | Costa Rica (bandiera) |       | Johan Condega     |
|    | Costa Rica (bandiera) | D     | Alberto González  |
|    | Costa Rica (bandiera) |       | Diego Zuñiga      |
|    | Costa Rica (bandiera) | P     | Pablo Quesada     |
|    | Costa Rica (bandiera) |       | Heiner Mora       |
|    | Costa Rica (bandiera) | A     | Michael Mora      |
|    | Costa Rica (bandiera) | D     | Luis Diego Vindas |

| N. |                       | Ruolo | Calciatore             |
| -- | --------------------- | ----- | ---------------------- |
|    | Costa Rica (bandiera) |       | Freddy Gutiérrez       |
|    | Costa Rica (bandiera) | C     | Leonardo Lee           |
|    | Costa Rica (bandiera) | C     | Enar Bolaños           |
|    | Costa Rica (bandiera) | D     | Juan Miguel Campos     |
|    | Costa Rica (bandiera) |       | Randy Ugarte           |
|    | Costa Rica (bandiera) |       | Berny Scott            |
|    | Costa Rica (bandiera) | P     | Fernando José Valverde |
|    | Costa Rica (bandiera) | A     | Gilbert Artavia        |
|    | Costa Rica (bandiera) | C     | Esteban Portuguez      |
|    | Costa Rica (bandiera) | C     | Richard Castañeda      |
|    | Costa Rica (bandiera) | A     | Juan Carlos Armijo     |
|    | Brasile (bandiera)    | A     | Ronnio Martins         |